# Clara Smith
Pour les articles homonymes, voir Smith.
Clara Smith (Comté de Spartanburg, 23 août 1894 - Détroit, 2 février 1935) est une chanteuse américaine de blues.

## Biographie
Artiste représentante des Classic blues singers, Clara Smith débute vers 1910 dans des spectacles de vaudeville, minstrel show, tent show et autres théâtres réservés aux Afro-Américains. Elle se produit aussi dans le circuit T.O.B.A.. Elle s'installe à New York en 1923 où elle chante dans des cabarets ou des speakeasy. De 1923 à 1932, elle enregistre 122 chansons pour Columbia, dont beaucoup de blues profonds tels que Awful Moaning Blues. En 1925 paraît My Doggone Lazy Man avec l'armoniciste Herbert Leonard. C'est le premier enregistrement de blues connu comprenant un harmonica. Elle travaille aussi avec Fletcher Henderson, Louis Armstrong, Lonnie Johnson, et en duo avec Bessie Smith.
Clara Smith continue à chanter jusqu'à sa mort d'une crise cardiaque en 1935. Elle est parfois citée comme étant l'une des plus expressives parmi les chanteuses de blues lent.